# Persistance du canal artériel

Cœur normal

La persistance du canal artériel est un état pathologique résultant de l’absence de fermeture physiologique du canal artériel à la naissance. Ce canal est un des dispositifs de la circulation sanguine fœtale ; il joint l’aorte et l’artère pulmonaire.
La présence du canal artériel étant normale chez le fœtus, il est impossible de prévoir cette anomalie avant la naissance.

## Physiopathologie
À la naissance, le canal artériel persistant se transforme en un shunt artério-veineux laissant passer du sang de l’aorte vers l’artère pulmonaire. Il n’y a donc pas de cyanose puisque le sang reste correctement oxygéné, mais le travail du cœur gauche devient important. En effet, l’augmentation de volume de sang dans la circulation pulmonaire surcharge le côté gauche du cœur. La symptomatologie est variable en fonction de l’importance de ce shunt donc du calibre du canal artériel.
Après plusieurs mois d’évolution, il peut s’installer une hypertension artérielle pulmonaire limitant ainsi le passage de l’aorte vers l’artère pulmonaire. Ce shunt peut aussi s’inverser et laisser apparaître une cyanose puisque le sang passe moins dans le système circulatoire pulmonaire.

## Clinique
Chez le nouveau-né à terme, on note généralement un souffle systolo-diastolique continu sous claviculaire gauche. Le nourrisson présente parfois une insuffisance cardiaque avec sueur et polypnée lors d’efforts.
Chez le prématuré, la fréquence de ce canal persistant est plus élevée, et les complications peuvent apparaître plus rapidement. L'hyperpression artérielle pulmonaire peut entraîner une hémorragie pulmonaire, une augmentation du risque de dysplasie bronchopulmonaire. La baisse du débit artériel systémique au profit du système pulmonaire favorise les lésions ischémiques (par manque d'oxyégénation) au niveau rénal, cérébral, et mésentérique (tube digestif, avec un risque d'entérocolite nécrosante). On retrouve aussi des hémorragies intraventriculaires cérébrales

## Diagnostic
Le diagnostic est généralement fait par échographie doppler devant les signes cliniques décrits.

## Traitement
Le traitement vise à fermer le canal artériel :
- en utilisant des médicaments anti-inflammatoires : inhibiteur de la prostaglandine l’ibuprofène avec le risque d'une réouverture du canal secondairement et d'effet indésirable médicamenteux. La dose d'ibuprofène est dix milligrammes par kilogramme suivie d'une nouvelle dose de cinq milligrammes par kilogramme vingt-quatre heures après et renouvelable à la même dose vingt-quatre heures une dernière fois[4]. Toutefois son utilisation ne diminue pas le risque de complication et une attitude de simple surveillance est possible[5].
- par l’implantation d’un dispositif occlusif lors d’un cathétérisme cardiaque (endoprothèse).
- ligature chirurgicale après thoracotomie avec le risque de pneumothorax.